# Giờ Trung Phi
|  | UTC-01:00 | Giờ Cabo Verde (Đảo của Cabo Verde nằm ở phía Tây của Châu Phi.)     |
|  | UTC±00:00 | Giờ Tây Âu · Giờ Quốc tế                                             |
|  | UTC+01:00 | Giờ chuẩn Trung Âu · Giờ Tây Phi · Giờ mùa hè Tây Âu.                |
|  | UTC+02:00 | Giờ Trung Phi · Giờ Đông Âu · Giờ chuẩn Nam Phi · Giờ mùa hè Tây Phi |
|  | UTC+03:00 | Giờ Đông Phi                                                         |
|  | UTC+04:00 | Giờ Mauritius · Giờ Seychelles                                       |

Giờ Trung Phi, hoặc CAT, là một múi giờ được sử dụng ở Trung và Nam Phi. Giờ Trung Phi đi trước Giờ phối hợp quốc tế 2 giờ (UTC+02:00), nó gần giống như Giờ chuẩn Nam Phi và Giờ Đông Âu.
Múi giờ này chủ yếu nằm trong vùng gần xích đạo, không có sự thay đổi đáng kể chiều dài ngày trong năm, vì vậy Quy ước giờ mùa hè không được áp dụng.
Giờ Trung Phi được sử dụng ở các quốc gia sau:
- Burundi
- Botswana
- Ai Cập
- Cộng hòa Dân chủ Congo (miền đông)
- Libya
- Malawi
- Mozambique
- Rwanda
- Nam Phi
- Namibia
- Zambia
- Zimbabwe